# Медицинский факультет Белградского университета
Медицинский факультет Белградского университета (серб. Медицински факултет Универзитета у Београду) — один из 31 факультета Белградского университета, выпускающий врачей. Официально открыт 9 декабря 1920 года профессором Миланом Йовановичем-Батутом, прочитавшим речь в актовом зале Белградского университета (с 1970 года эта дата отмечается как День факультета). Первым преподавателем и фактическим основателем факультета был доктор Нико Милянич, хирург и выпускник Парижского университета. Образование ведётся как на сербском, так и на английском языке. Факультет включает в себя 40 кафедр и предоставляет практику специалистам в сетях больниц, поликлиник и институтов скорой помощи.

## История
Идея о создании высшего учебного заведения, готовящего будущих медиков, появилась в марте 1869 года, когда ректор Высшей школы Белграда Йосиф Панчич создал комиссию, которая должна была создать сербский университет с пятью факультетами — философским, богословским, юридическим, техническим и медицинским. В 1899 году доктор Милан Йованович-Батут выпустил книгу, в которой на 124 страницах объяснил важность образования медицинского факультета. Однако этому воспротивился военный хирург из Ниша и известный член Сербского медицинского общества Михайло Петрович.
В марте 1914 года министр внутренних дел Сербии Стоян Протич обратился к докторам Милану Йовановичу, Воиславу Суботичу и Эдуарду Михелю с просьбой совершить путешествие по Европе и составить отчёт о медицинских факультетах в ведущих университетах Европы. В мае 1914 года после шести недель путешествия и поступления отчётов о 17 университетах был подписан указ об открытии факультета. В ходе путешествия Йованович, Суботич и Михель посетили Италию, Швейцарию, Германию, Австрию, Румынию и Россию. Однако Первая мировая война разрушила планы об открытии медицинского факультета.
9 сентября 1919 года указом наследника королевского престола Александра I Карагеоргиевича об образовании медицинского факультета профессор Воислав Суботич был назначен специалистом по хирургии, Милан-Йованович Батут — специалистом по гигиене, а Драго Перович — специалистом по анатомии. В Белград пришло вскоре письмо из медицинского факультета Загреба, в котором выражалось несогласие с решением Александра Карагеоргиевича, а в январе 1920 года Перович отказался от должности, сославшись на проблемы со здоровьем (его заменил хирург из Парижа Нико Милянич).
В сентябре 1920 года 286 человек поступили на медицинский факультет. Три профессора философского факультета (Живоин Джорджевич — биология, Сима Лозанич — химия и Джордже Станоевич — физика), преподаватель физиологии из Лейпцига Рихард Буриян и преподаватель гистологии Александр Костич стали преподавателями медицинского факультета. Официально обучение началось в декабре, а на следующий год состоялся первый конкурс на место преподавателей (тогда же впервые был упомянут предмет «Государственная медицина и медицинское законодательство», хотя в «Хронике медицинского факультета в Белграде 1920—2010» об этом ничего не упоминалось). Важный след в науке, образовании и здравоохранении оставили эмигрировавшие из России во время гражданской войны выпускники медицинского факультета МГУ и военно-медицинской академии Петрограда: в Белградском университете, по данным профессора Стефана Литвиненко, преподавали 435 русских преподавателей.
В 1925 году министр образования Степан Радич, выступавший на съезде Хорватской крестьянской партии в Мариборе, призвал упразднить Белградский, Скопьевский и Суботицкий университеты, против чего возразило Сербское медицинское общество. К 1926 году вуз выпустил 49 докторов медицины, из них самым известным стал Илия Джуричич, будущий председатель Сербской академии наук и искусств и доцент кафедры физиологии.
В двух Балканских войнах и Первой мировой участвовали многие медики, которые потом работали в Белградском университете. В Народно-освободительной войне Югославии участвовали 158 медиков и 103 студента медицинского факультета, значительная их часть погибла в бою, некоторые были расстреляны. Всего 29 человек, учившихся или работавших на медицинском факультете Белградского университета, были награждены Орденом народного героя Югославии. В послевоенные годы 50 медиков были посажены в тюрьму на Голи-Отоке. Университет пережил как бомбардировки немцев в 1941 году, так и НАТОвские бомбардировки 1999 года.

## Структура
Образование длится шесть лет для всех студентов по единому расписанию, студенческие группы де-юре отсутствуют. Предметы делятся на базовые (читаются в институтах) и клинические (читаются непосредственно на кафедрах). Обучение ведётся как на сербском, так и на английском языках (по некоторым программам). Студенты проходят практику в белградском клиническом центре Сербии (в его институтах и соответствующих клиниках), университетской детской клинике, ряде больниц Белграда и других городов Сербии.

### Институты
- Институт химии в медицине
- Институт биофизики в медицине
- Институт биологии и генетики человека
- Институт анатомии
- Институт гистологии и эмбриологии
- Институт физиологии
- Институт биохимии
- Институт микробиологии и иммунологии
- Институт патологической анатомии
- Институт патологической физиологии
- Институт эпидемиологии
- Институт фармакологии, клинической фармакологии и токсикологии
- Институт гигиены и медицинской экологии
- Институт судебной медицины
- Институт социальной медицины
- Институт медицинской статистики и информатики

### Кафедры
- Кафедра гуманитарных наук
- Кафедра медицины труда
- Кафедра физической медицины и реабилитации
- Кафедра терапии
- Кафедра радиологии
- Кафедра основ онкологии
- Кафедра ядерной медицины
- Кафедра инфекционных заболеваний
- Кафедра неврологии
- Кафедра психиатрии
- Кафедра дерматовенерологии
- Кафедра хирургии
- Кафедра отоларингологии и челюстно-лицевой хирургии
- Кафедра офтальмологии
- Кафедра гинекологии и акушерства
- Кафедра педиатрии

### Деканы
- Милан Йованович-Батут (1920—1921)
- Воислав Суботич (1921—1922)
- Джордже Йоанович (1922—1923)
- Рихард Буриян (1923—1924)
- Джордже Нешич (1924—1925)
- Джордже Йоанович (1925—1926)
- Рихард Буриян (1926—1927)
- Джордже Йоанович (1927—1929)
- Александар Игнятовски (1929—1930)
- Джордже Нешич (1930—1932)
- Димитрие Антич (1932—1933)
- Рихард Буриян (1933—1934)
- Александар Радосавлевич (1934—1935)
- Милош Богданович (1935—1936)
- Александар Костич (1936—1939)
- Коста Тодорович (1939—1940)
- Еврем Неделькович (1945—1946)
- Воислав Арновлевич (1946—1948)
- Бранко Шливич (1948—1950)
- Александар Джорджевич (1950—1951)
- Владимир Спужич (1951—1952)
- Бранислав Станоевич (1952—1954)
- Милутин Нешкович (1954—1957)
- Бранко Шливич (1957—1958)
- Юлияна Богичевич (1958—1959)
- Радивое Берович (1959—1962)
- Юлияна Богичевич (1962—1964)
- Воислав Данилович (1964—1967)
- Борислав Божович (1967—1972)
- Иван Станкович (1972—1974)
- Божица Ротович (1974—1976)
- Михайло Чемерикич (1976—1978)
- Светислав Костич (1978—1980)
- Любиша Ракич (1980—1984)
- Йован Мичич (1984—1987)
- Предраг Джорджевич (1987—1991)
- Радивое Грбич (1991—2000)
- Слободан Апостолский (2000—2002)
- Владимир Костич (2002—2004)
- Богдан Джуричич (2004—2008)
- Владимир Бумбаширевич (2009—2012)
- Небойша Лалич (с 2012)

## Выпускники
С момента образования факультета его окончили более 30 тысяч человек, в том числе и 850 иностранцев. Среди самых известных югославских выпускников выделяются Светлана Броз, Буяр Букоши, Живоин Бумбаширевич, Богдан Джуричич, Оливер Дулич, Костич, Владимир, Небойша Крстич, Любисав Ракич, Миомир Мугоша, Слободан Обрадов, Миодраг Павлович, Милан Попович, Паско Ракич, Невенка Тадич, Миодраг Радуловацки и Слободан Узелац. Из известных иностранных выпускников известен нигерийский врач Оквесилиезе Нуодо, занимавший пост губернатора штата Энугу в 1992—1993 годах.

## Награды
- Сретенский орден I степени (2020)[1].